# Aspilota lobidens
Aspilota lobidens är en stekelart som beskrevs av Fischer 1971. Aspilota lobidens ingår i släktet Aspilota och familjen bracksteklar. Inga underarter finns listade.